# Gáspár Alajos
Gáspár Alajos szlovénül Alojz Gašpar (1848. – Alsószölnök, 1919. szeptember 22.) magyarországi szlovén író.
Nevéhez köthető, hogy 1884-ben németből lefordította az úgy nevezett Szibilla könyvet vendre, amely az akkori Osztrák–Magyar Monarchiában elterjedt osztrák területről kiindulva. Gáspár a vend fordítás a többi faluban is elterjedt, amit kézzel másoltak le.
Alsószölnökön halt meg, de Felsőn van eltemetve.

## Műve
- Sibilinszka Kniga ali Proroküvanye od Kralicze Mihalde od Sabe, XIII. Sibila. Szpiszana szo z nemskoga na szlovenszki jezik obrnjena od Gáspár Alajosa na Gorényem sziniku. Doli szpiszano 1884. leta. Szabolin Lujzi (Szibilla könyv vagy Mihalda, Saba királynője, a XIII. Szibilla jövendölése. Németről vendre fordította Gáspár Alajos Felsőszölnökön. Leírva 1884 évben, Szabolin Lujzi)